# Taubenturm (Châtillon-la-Borde)

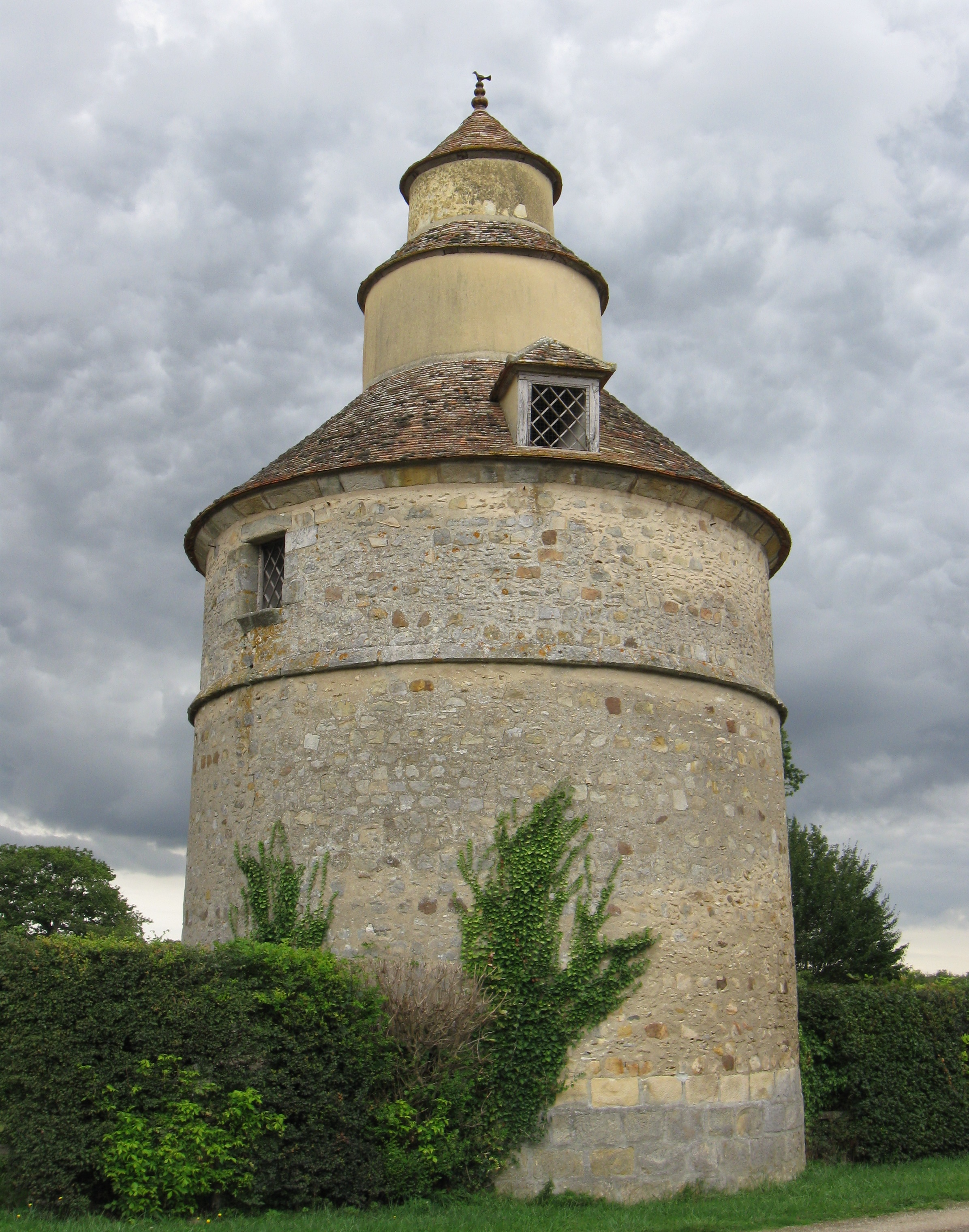
Taubenturm in Châtillon-la-Borde

Der Taubenturm (französisch colombier oder pigeonnier) in Châtillon-la-Borde, einer französischen Gemeinde im Département Seine-et-Marne in der Region Île-de-France, wurde im 16. Jahrhundert errichtet. Der Taubenturm an der Grande-Rue Nr. 15 steht seit 1987 als Monument historique auf der Liste der Baudenkmäler in Frankreich.
Der runde Taubenturm aus Bruchsteinmauerwerk wurde von 1985 bis 1988 renoviert. Bemerkenswert ist der sich verjüngende zweigeschossige Aufbau auf dem Dach.